# Desa Tamanasri (administrativ by i Indonesien, lat -8,23, long 112,86)
Desa Tamanasri är en administrativ by i Indonesien.   Den ligger i provinsen Jawa Timur, i den västra delen av landet, 700 km öster om huvudstaden Jakarta.